# Filmjahr 1970
Liste der Filmjahre

◄◄ | ◄ | 1966 | 1967 | 1968 | 1969 | Filmjahr 1970 | 1971 | 1972 | 1973 | 1974 | ► | ►►

Weitere Ereignisse

## Ereignisse
- 5. März: Mit Airport kommt der erste einer Reihe von Katastrophenfilmen aus den 1970er Jahren in die Kinos, die sich auch durch ein großes Aufgebot bekannter Filmschauspieler auszeichnen.
- 27. September: Mit dem filmforum eröffnet das erste kommunale Kino in der Bundesrepublik Deutschland in Duisburg.
- 18. Oktober: Ausstrahlung des Fernsehfilms Das Millionenspiel in der ARD. Diese pseudodokumentarische Produktion über eine Menschenjagd-Show wird von einigen Zuschauern zum Anlass genommen, sich telefonisch als Kandidat in der Rolle des Gejagten oder auch als Jäger anmelden.
- 29. November: Die erste Folge der Krimireihe Tatort, Taxi nach Leipzig mit Walter Richter als Kommissar Trimmel, wird vom NDR ausgestrahlt.
- Das IMAX Kino-System wird auf der EXPO 1970 in Osaka, Japan erstmals vorgestellt.
- Die Sieger der BRAVO Otto Leserwahl 1970:
  - Kategorie – männlicher Filmstar: Gold Pierre Brice, Silber Joachim Fuchsberger, Bronze Hansi Kraus
  - Kategorie – weiblicher Filmstar: Gold Uschi Glas, Silber Gila von Weitershausen, Bronze Marie Versini
- Die erfolgreichsten westdeutschen Filmproduktionen und Koproduktionen 1970:[1]
  - Schulmädchen-Report: Was Eltern nicht für möglich halten (ca. 7 Millionen Zuschauer)
  - Oswalt Kolle: Dein Mann, das unbekannte Wesen (ca. 3,5 Millionen Zuschauer)
  - Wenn die tollen Tanten kommen (ca. 3 Millionen Zuschauer)
  - Wir hau’n die Pauker in die Pfanne (Die Lümmel von der ersten Bank 5. Teil) (ca. 2,5 Millionen Zuschauer)
  - Dr. Fummel und seine Gespielinnen
  - Hurra, unsere Eltern sind nicht da
  - Josefine Mutzenbacher
  - Liebestechnik für Fortgeschrittene
  - Musik, Musik – da wackelt die Penne
  - Nachbarn sind zum Ärgern da
  - Nicht fummeln, Liebling
  - Unsere Pauker gehen in die Luft
  - Verbotene Sexualität

## Top 10 der erfolgreichsten Filme

### In Deutschland
Die zehn erfolgreichsten Filme an den deutschen Kinokassen nach Besucherzahlen (Stand: 24. November 2018):
| Platz | Filmtitel                                                | Besucher  |
| ----- | -------------------------------------------------------- | --------- |
| 1.    | Schulmädchen-Report: Was Eltern nicht für möglich halten | 7.000.000 |
| 2.    | Asterix und Kleopatra                                    | 3.868.635 |
| 3.    | Oswalt Kolle: Dein Mann, das unbekannte Wesen            | 3.500.000 |
| 4.    | Flesh                                                    | 3.000.000 |
| 5.    | Die Nonne von Monza                                      | 3.000.000 |
| 6.    | Wenn die tollen Tanten kommen                            | 3.000.000 |
| 7.    | Wir hau’n die Pauker in die Pfanne                       | 2.500.000 |
| 8.    | Liebesmarkt in Dänemark                                  | 2.500.000 |
| 9.    | Nicht fummeln, Liebling                                  | 2.000.000 |
| 10.   | Unsere Pauker gehen in die Luft                          | 2.000.000 |

### In den USA
Die zehn erfolgreichsten Filme an den US-amerikanischen Kinokassen nach Einspielergebnis.
| Platz | Filmtitel                | Einspielergebnis in US-Dollar |
| ----- | ------------------------ | ----------------------------- |
| 1.    | Love Story               | 50.000.000                    |
| 2.    | Airport                  | 44.500.000                    |
| 3.    | M*A*S*H                  | 30.000.000                    |
| 4.    | Patton                   | 27.000.000                    |
| 5.    | Woodstock                | 16.400.000                    |
| 6.    | Little Big Man           | 15.000.000                    |
| 7.    | Tora! Tora! Tora!        | 13.700.000                    |
| 8.    | Ryan’s Daughter          | 13.400.000                    |
| 9.    | Catch-22                 | 12.300.000                    |
| 10.   | The Owl and the Pussycat | 11.500.000                    |

## Filmpreise

### Golden Globe Award
Am 2. Februar findet im Coconut Grove die Golden-Globe-Verleihung statt.
- Bestes Drama: Königin für tausend Tage von Charles Jarrott
- Bestes Musical/Komödie: Das Geheimnis von Santa Vittoria von Stanley Kramer
- Bester Schauspieler (Drama): John Wayne in Der Marshal
- Beste Schauspielerin (Drama): Geneviève Bujold in Königin für tausend Tage
- Bester Schauspieler (Musical/Komödie): Peter O’Toole in Goodbye, Mr. Chips
- Beste Schauspielerin (Musical/Komödie): Patty Duke in Ich, Natalie
- Bester Nebendarsteller: Gig Young in Nur Pferden gibt man den Gnadenschuß
- Beste Nebendarstellerin: Goldie Hawn in Die Kaktusblüte
- Bester Regisseur: Charles Jarrott für Königin für tausend Tage
- Beste Musik: Burt Bacharach für Zwei Banditen
- Cecil B. DeMille Award: Joan Crawford

### Academy Awards
Die Oscarverleihung findet am 7. April im Dorothy Chandler Pavilion in Los Angeles statt.
- Bester Film: Asphalt-Cowboy von John Schlesinger
- Bester Hauptdarsteller: John Wayne in Der Marshal
- Beste Hauptdarstellerin: Maggie Smith in Die besten Jahre der Miss Jean Brodie
- Bester Regisseur: John Schlesinger für Asphalt-Cowboy
- Bester Nebendarsteller: Gig Young in Nur Pferden gibt man den Gnadenschuß
- Beste Nebendarstellerin: Goldie Hawn in Die Kaktusblüte
- Beste Kamera: Conrad L. Hall für Zwei Banditen
- Beste Musik und bester Song: Burt Bacharach für Zwei Banditen; Song: Raindrops keep falling on my head
- Bester fremdsprachiger Film: Z von Constantin Costa-Gavras
- Ehrenoscar: Cary Grant

Vollständige Liste der Preisträger

### Internationale Filmfestspiele von Cannes 1970
Das Festival beginnt am 2. Mai und endet am 16. Mai. Die Jury unter Präsident Miguel Angel Asturias wählt folgende Preisträger:
- Goldene Palme: M.A.S.H von Robert Altman
- Bester Schauspieler: Marcello Mastroianni in Eifersucht auf italienisch
- Beste Schauspielerin: Ottavia Piccolo in Metello
- Bester Regisseur: John Boorman für Leo der Letzte

### Internationale Filmfestspiele Berlin 1970
Das Festival beginnt am 26. Juni und endet am 7. Juli. Der Wettbewerbsbeitrag o. k. von Michael Verhoeven, der den Vietnamkrieg zum Thema hat, löst den größten Skandal in der Geschichte des Festivals aus. Der amerikanische Jurypräsident George Stevens spricht sich gegen den Film aus, was durch andere Jurymitglieder an die Öffentlichkeit getragen wird. Es kommt zum Streit zwischen der Festivalleitung und der Jury. Am 5. Juli tritt die Jury zurück und das Festival wird abgebrochen. Es werden keine Preise durch die Jury vergeben.

### Deutscher Filmpreis
- Bester Film: Katzelmacher von Rainer Werner Fassbinder und Malatesta von Peter Lilienthal
- Beste Hauptdarstellerin: Das weibliche Ensemble des Antiteaters für die Filme: Götter der Pest, Katzelmacher und Liebe ist kälter als der Tod
- Bester Hauptdarsteller: Klaus Löwitsch für Mädchen mit Gewalt

### Society of Film and Television Arts Awards
- Bester Film: Asphalt-Cowboy von John Schlesinger
- Beste Regie: John Schlesinger für Asphalt-Cowboy
- Bester Hauptdarsteller: Dustin Hoffman für Asphalt-Cowboy und John und Mary
- Beste Hauptdarstellerin: Maggie Smith für Die besten Jahre der Miss Jean Brodie
- Bester Nebendarsteller: Laurence Olivier für Oh! What a Lovely War
- Beste Nebendarstellerin: Celia Johnson für Die besten Jahre der Miss Jean Brodie

### Étoile de Cristal
- Bester Film: Plötzliches Verlangen von Bernard Paul
- Bester Darsteller: Lino Ventura in Armee im Schatten
- Beste Darstellerin: Marina Vlady in Plötzliches Verlangen
- Bester ausländischer Film: Zwei Banditen von George Roy Hill
- Bester ausländischer Darsteller: Dennis Hopper in Easy Rider
- Beste ausländische Darstellerin: Irma Rausch in Andrej Rubljow

### New York Film Critics Circle Award
- Bester Film: Five Easy Pieces – Ein Mann sucht sich selbst von Bob Rafelson
- Beste Regie: Bob Rafelson für Five Easy Pieces – Ein Mann sucht sich selbst
- Bester Hauptdarsteller: George C. Scott in Patton – Rebell in Uniform
- Beste Hauptdarstellerin: Glenda Jackson in Liebende Frauen
- Bester Nebendarsteller: Dan George in Little Big Man
- Beste Nebendarstellerin: Karen Black in Five Easy Pieces – Ein Mann sucht sich selbst

### National Board of Review
- Bester Film: Patton – Rebell in Uniform von Franklin J. Schaffner
- Beste Regie: François Truffaut für Der Wolfsjunge
- Bester Hauptdarsteller: George C. Scott in Patton – Rebell in Uniform
- Beste Hauptdarstellerin: Glenda Jackson in Liebende Frauen
- Bester Nebendarsteller: Frank Langella in Tagebuch eines Ehebruchs und Zwölf Stühle
- Beste Nebendarstellerin: Karen Black in Five Easy Pieces – Ein Mann sucht sich selbst
- Bester fremdsprachiger Film: Schande von Ingmar Bergman

### Laurel Award
- Bestes Action-Drama: Zwei Banditen von George Roy Hill
  - Beste Action-Darstellung: John Wayne in Der Marshal
- Bestes Drama: Asphalt-Cowboy von John Schlesinger
  - Bester dramatischer Darsteller: Dustin Hoffman in Asphalt-Cowboy
  - Beste dramatische Darstellerin: Katharine Hepburn in Der Löwe im Winter
- Beste Komödie: Zum Teufel mit der Unschuld von Larry Peerce
  - Bester komödiantischer Darsteller: Jack Lemmon in Ein Frosch in Manhattan
  - Beste komödiantische Darstellerin: Barbra Streisand in Funny Girl
- Bestes Musical: Oliver! von Carol Reed
- Bester Unterhaltungsfilm: Der Marshal von Henry Hathaway

### Weitere Filmpreise und Auszeichnungen
- David di Donatello: Ermittlungen gegen einen über jeden Verdacht erhabenen Bürger, Metello (Bester italienischer Film) und Der Löwe im Winter (Bester ausländischer Film)
- Deutscher Kritikerpreis: Eberhard Fechner
- Directors Guild of America Award: John Schlesinger für Asphalt-Cowboy, Fred Zinnemann (Lebenswerk)
- Ernst-Lubitsch-Preis: Werner Enke und May Spils für Nicht fummeln, Liebling
- Internationales Filmfestival Karlovy Vary: Kes von Ken Loach
- Louis-Delluc-Preis: Claires Knie von Éric Rohmer
- National Society of Film Critics Award: Z von Costa-Gavras
- Nastro d’Argento: Die Verdammten von Luchino Visconti und Asphalt-Cowboy von John Schlesinger
- Writers Guild of America Award: Zwei Banditen (Bestes Original-Drehbuch-Drama), Bob & Carol & Ted & Alice (Bestes Original-Drehbuch-Komödie), Asphalt-Cowboy (Bestes adaptiertes Drehbuch-Drama), Zum Teufel mit der Unschuld (Bestes adaptiertes Drehbuch-Komödie), Dalton Trumbo (Lebenswerk)

## Geburtstage

### Januar bis März
Januar

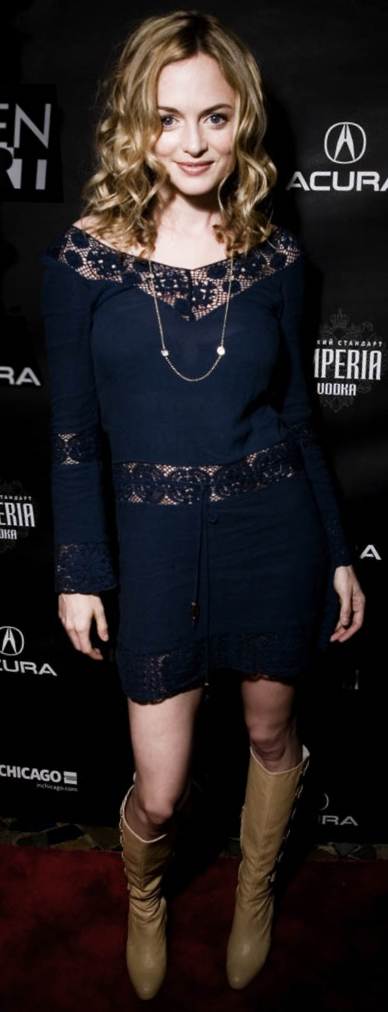
Heather Graham (* 29. Januar)

- 02. Januar: Inna Gomes, russische Schauspielerin
- 02. Januar: Heather Juergensen, US-amerikanische Schauspielerin
- 03. Januar: Matt Ross, US-amerikanischer Schauspieler und Regisseur
- 07. Januar: Doug E. Doug, US-amerikanischer Schauspieler
- 20. Januar: Branka Katić, serbische Schauspielerin
- 20. Januar: Kerri Kenney-Silver, US-amerikanische Schauspielerin
- 20. Januar: Skeet Ulrich, US-amerikanischer Schauspieler
- 21. Januar: Ken Leung, US-amerikanischer Schauspieler
- 23. Januar: Tracey Cherelle Jones, US-amerikanische Schauspielerin
- 24. Januar: Matthew Lillard, US-amerikanischer Schauspieler
- 26. Januar: Tracy Middendorf, US-amerikanische Schauspielerin
- 29. Januar: Heather Graham, US-amerikanische Schauspielerin
- 31. Januar: Minnie Driver, britische Schauspielerin

Februar
- 03. Februar: Warwick Davis, britischer Schauspieler
- 04. Februar: Gabrielle Anwar, britische Schauspielerin
- 10. Februar: Marco Girnth, deutscher Schauspieler
- 12. Februar: Nicolai Albrecht, deutscher Regisseur und Drehbuchautor
- 14. Februar: Simon Pegg, britischer Komiker, Schauspieler und Drehbuchautor
- 17. Februar: Dominic Purcell, australischer Schauspieler
- 18. Februar: Laure Marsac, französische Schauspielerin
- 19. Februar: Bellamy Young, US-amerikanische Schauspielerin
- 23. Februar: Marie-Josée Croze, kanadische Schauspielerin
- 26. Februar: Meeno Peluce, US-amerikanischer Schauspieler
- 27. Februar: Matthias Lechner, deutscher Artdirector und Animationsfilmer

März
- 01. März: Miho Nakayama, japanische Sängerin, Schauspielerin und Musikerin († 2024)
- 03. März: Julie Bowen, US-amerikanische Schauspielerin
- 05. März: Lisa Robin Kelly, US-amerikanische Schauspielerin († 2013)
- 07. März: Rachel Weisz, britisch-US-amerikanische Schauspielerin, Filmregisseurin und ehemaliges Model
- 09. März: Yoon Je-moon, südkoreanischer Schauspieler
- 13. März: Tim Story, US-amerikanischer Regisseur
- 14. März: Meredith Salenger, US-amerikanische Schauspielerin
- 18. März: Queen Latifah, US-amerikanische Sängerin und Schauspielerin
- 20. März: Michael Rapaport, US-amerikanischer Schauspieler
- 22. März: Anja Kling, deutsche Schauspielerin
- 24. März: Lara Flynn Boyle, US-amerikanische Schauspielerin
- 25. März: Elke Winkens, deutsche Schauspielerin
- 27. März: Elizabeth Mitchell, US-amerikanische Schauspielerin
- 28. März: Vince Vaughn, US-amerikanischer Schauspieler

### April bis Juni
April

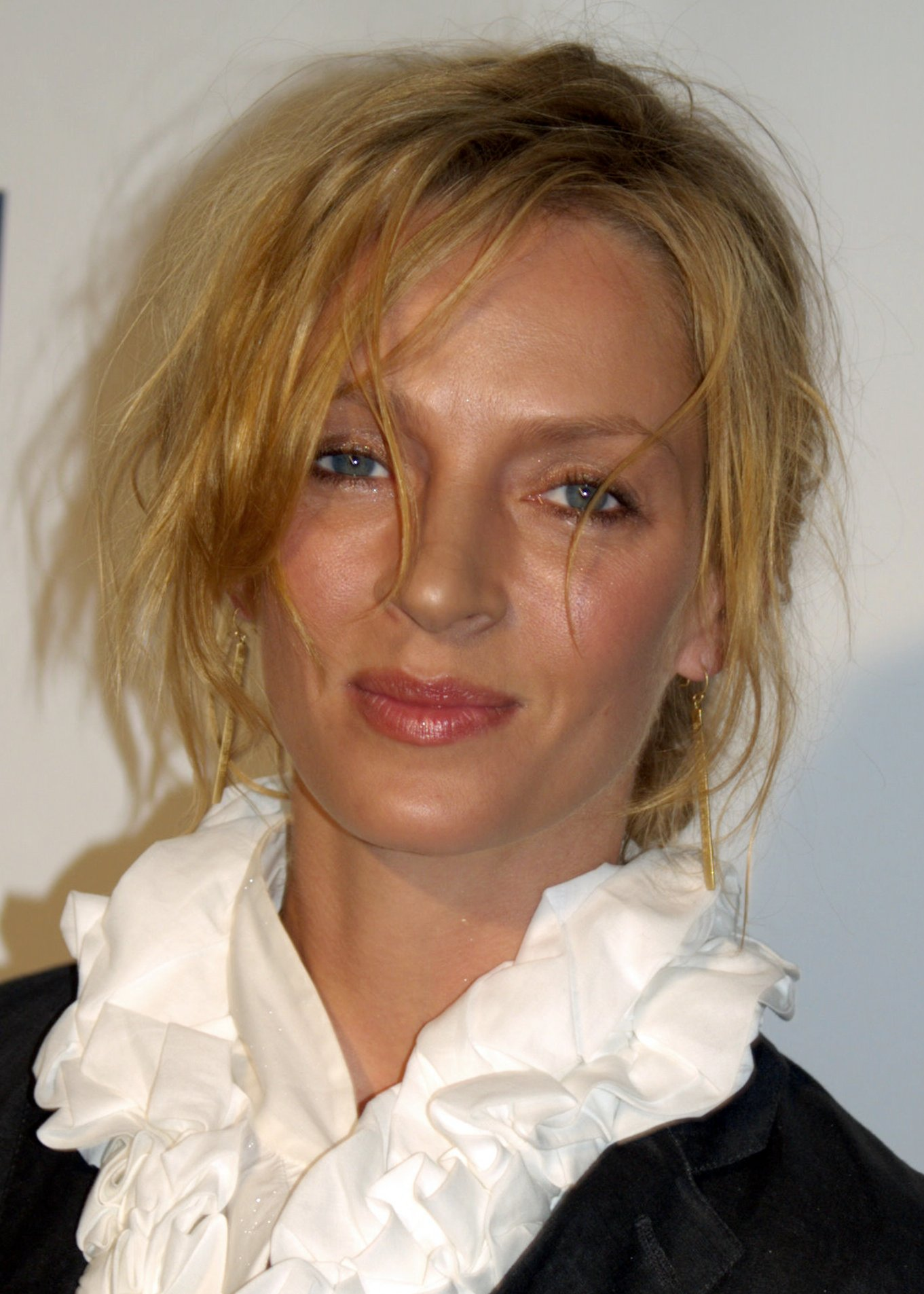
Uma Thurman (* 29. April)

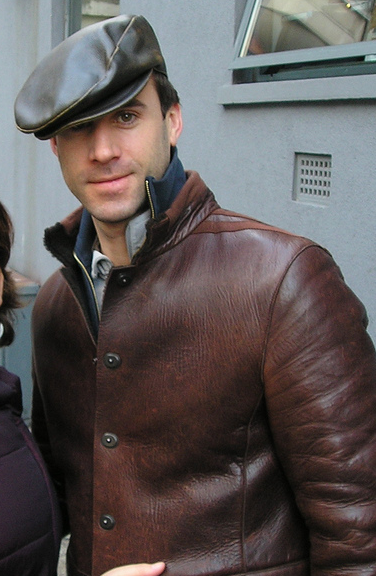
Joseph Fiennes (* 27. Mai)

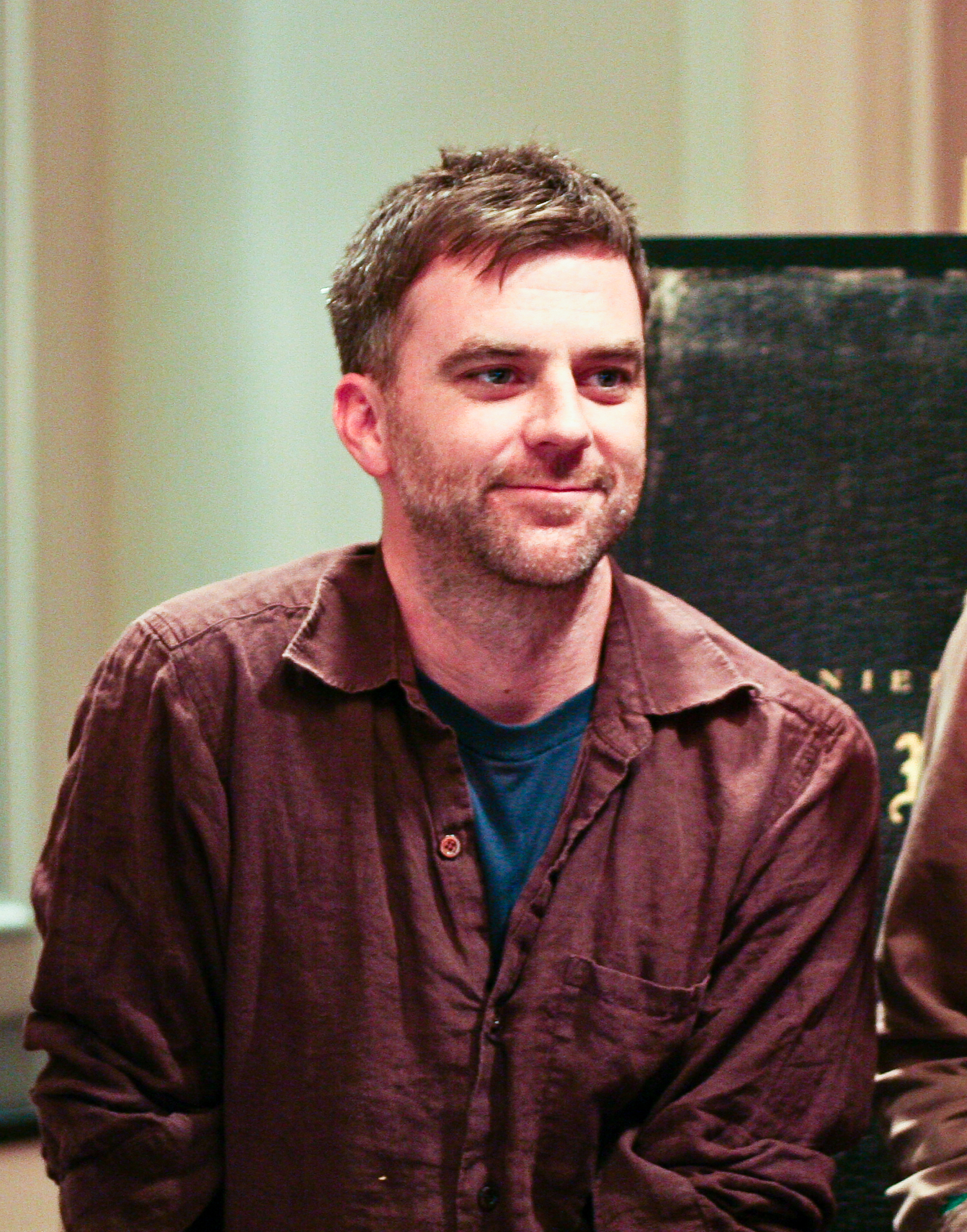
Paul Thomas Anderson (* 26. Juni)

- 01. April: Sung Hi Lee, US-amerikanische Schauspielerin
- 04. April: Barry Pepper, kanadischer Schauspieler
- 05. April: Valérie Bonneton, französische Schauspielerin
- 10. April: Christophe Honoré, französischer Regisseur und Drehbuchautor
- 11. April: Johnny Messner, US-amerikanischer Schauspieler
- 13. April: Ricky Schroder, US-amerikanischer Schauspieler
- 16. April: Daniel Lapaine, australischer Schauspieler
- 18. April: Esther Schweins, deutsche Schauspielerin, Synchronsprecherin, Moderatorin und Theaterregisseurin
- 20. April: Gerhard Liebmann, österreichischer Schauspieler
- 21. April: Jeff Anderson, US-amerikanischer Schauspieler
- 23. April: Scott Bairstow, US-amerikanischer Schauspieler
- 25. April: Jason Wiles, US-amerikanischer Schauspieler
- 29. April: Uma Thurman, US-amerikanische Schauspielerin
- 29. April: Johannes Zeiler, österreichischer Schauspieler

Mai
- 03. Mai: Bobby Cannavale, US-amerikanischer Schauspieler
- 03. Mai: Stanisław Mucha, polnischer Regisseur
- 04. Mai: Will Arnett, kanadischer Schauspieler
- 10. Mai: Gina Philips, US-amerikanische Schauspielerin
- 11. Mai: Nicky Katt, US-amerikanischer Schauspieler († 2025)
- 12. Mai: Samantha Mathis, US-amerikanische Schauspielerin
- 19. Mai: Alison Elliott, US-amerikanische Schauspielerin
- 21. Mai: Taylor Sheridan, US-amerikanischer Schauspieler, Regisseur und Drehbuchautor
- 25. Mai: Jamie Kennedy, US-amerikanischer Schauspieler
- 25. Mai: Neil Marshall, britischer Regisseur
- 25. Mai: Octavia Spencer, US-amerikanische Schauspielerin und Oscar- und Golden-Globe-Preisträgerin
- 27. Mai: Joseph Fiennes, britischer Schauspieler
- 30. Mai: Alexander Jagsch, österreichischer Schauspieler
- 31. Mai: Paolo Sorrentino, italienischer Regisseur und Drehbuchautor

Juni
- 02. Juni: Hannes Ringlstetter, deutscher Komiker, Kabarettist, Musiker, Schauspieler, TV-Moderator und Autor
- 04. Juni: Izabella Scorupco, polnisch-schwedische Schauspielerin
- 06. Juni: J. C. Adams, US-amerikanischer Regisseur
- 07. Juni: Sybil Temtchine, US-amerikanische Schauspielerin
- 11. Juni: Jane Goldman, britische Drehbuchautorin, Produzentin und Moderatorin
- 15. Juni: Leah Remini, US-amerikanische Schauspielerin
- 22. Juni: Michael Trucco, US-amerikanischer Schauspieler
- 23. Juni: Yann Tiersen, französischer Komponist
- 24. Juni: Daniel Sánchez Arévalo, spanischer Regisseur
- 26. Juni: Paul Thomas Anderson, US-amerikanischer Regisseur, Drehbuchautor und Produzent
- 26. Juni: Chris O’Donnell, US-amerikanischer Schauspieler
- 26. Juni: Sean Hayes, US-amerikanischer Schauspieler

### Juli bis September
Juli

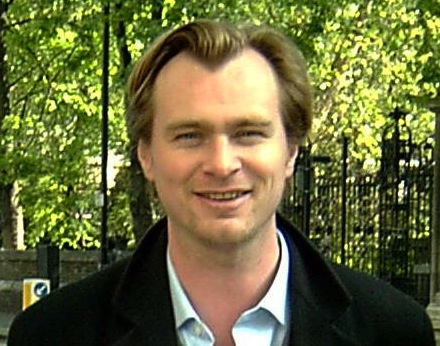
Christopher Nolan (* 30. Juli)

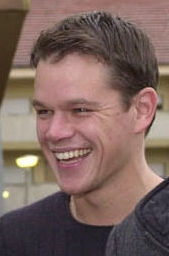
Matt Damon (* 8. Oktober)

- 01. Juli: Henry Simmons, US-amerikanischer Schauspieler
- 02. Juli: Yancy Butler, US-amerikanische Schauspielerin
- 07. Juli: Robia LaMorte, US-amerikanische Schauspielerin
- 08. Juli: Gerald Votava, österreichischer Schauspieler, Musiker, Autor und Kabarettist
- 10. Juli: John Simm, britischer Schauspieler
- 11. Juli: Justin Chambers, US-amerikanischer Schauspieler
- 13. Juli: Shonda Rhimes, US-amerikanische Drehbuchautorin
- 14. Juli: Nina Siemaszko, US-amerikanische Schauspielerin
- 18. Juli: Tabea Heynig, deutsche Schauspielerin
- 23. Juli: Rya Kihlstedt, US-amerikanische Schauspielerin
- 30. Juli: Christopher Nolan, britisch-amerikanischer Regisseur
- 31. Juli: Ben Chaplin, britischer Schauspieler

August
- 01. August: Jennifer Gareis, US-amerikanische Schauspielerin
- 02. August: Kevin Smith, US-amerikanischer Regisseur und Schauspieler
- 04. August: John August, US-amerikanischer Drehbuchautor
- 06. August: M. Night Shyamalan, indischer Regisseur
- 09. August: Thomas Lennon, US-amerikanischer Schauspieler
- 13. August: Seana Kofoed, US-amerikanische Schauspielerin
- 14. August: Leah Purcell, australische Schauspielerin
- 15. August: Anthony Anderson, US-amerikanischer Schauspieler
- 18. August: Malcolm-Jamal Warner, US-amerikanischer Schauspieler († 2025)
- 20. August: Marc Hosemann, deutscher Schauspieler
- 23. August: River Phoenix, US-amerikanischer Schauspieler († 1993)
- 23. August: Jay Mohr, US-amerikanischer Schauspieler
- 26. August: Melissa McCarthy, US-amerikanische Schauspielerin

September
- 07. September: Tom Everett Scott, US-amerikanischer Schauspieler
- 11. September: Taraji P. Henson, US-amerikanische Schauspielerin
- 12. September: Josh Hopkins, US-amerikanischer Schauspieler
- 14. September: Robert Ben Garant, US-amerikanischer Schauspieler
- 14. September: Elon Gold, US-amerikanischer Schauspieler und Drehbuchautor
- 16. September: Christine Urspruch, deutsche Schauspielerin
- 18. September: Aisha Tyler, US-amerikanische Schauspielerin
- 19. September: Victor Williams, US-amerikanischer Schauspieler
- 20. September: N’Bushe Wright, US-amerikanische Schauspielerin
- 21. September: Julia Beerhold, deutsche Schauspielerin
- 21. September: James Lesure, US-amerikanischer Schauspieler
- 21. September: Bridget Moynahan, US-amerikanische Schauspielerin
- 22. September: Scot Armstrong, US-amerikanischer Drehbuchautor und Produzent
- 22. September: Rupert Penry-Jones, britischer Schauspieler
- 23. September: Christina Große, deutsche Schauspielerin
- 29. September: Natasha Gregson Wagner, US-amerikanische Schauspielerin
- 30. September: Tony Hale, US-amerikanischer Schauspieler

### Oktober bis Dezember
Oktober

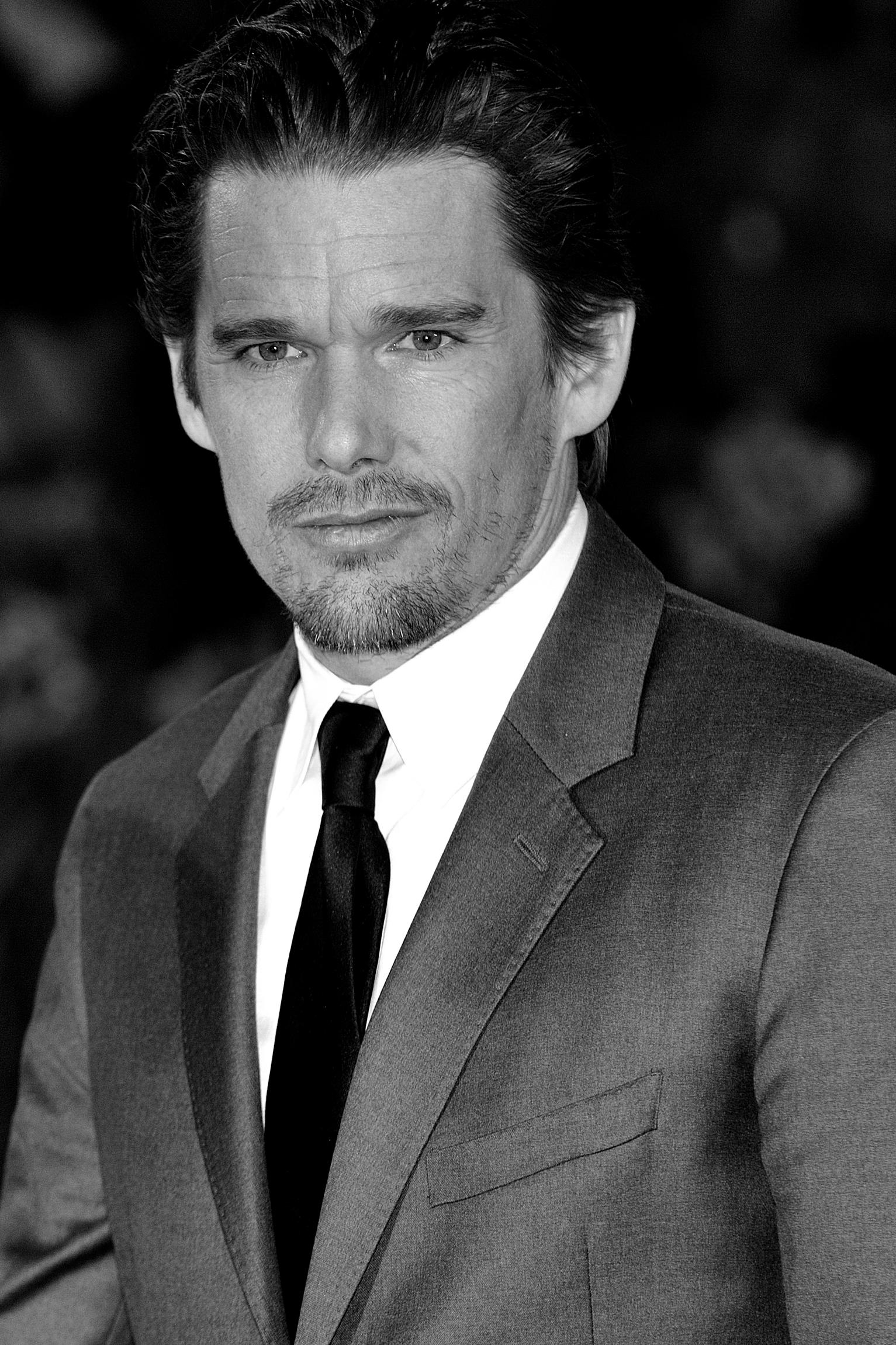
Ethan Hawke (* 6. November)

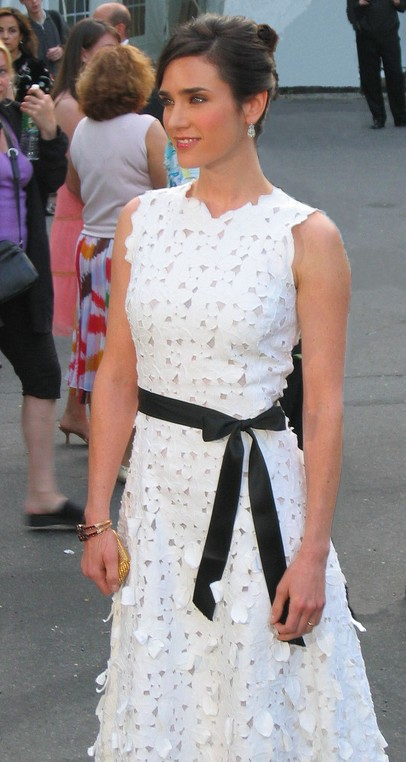
Jennifer Connelly (* 12. Dezember)

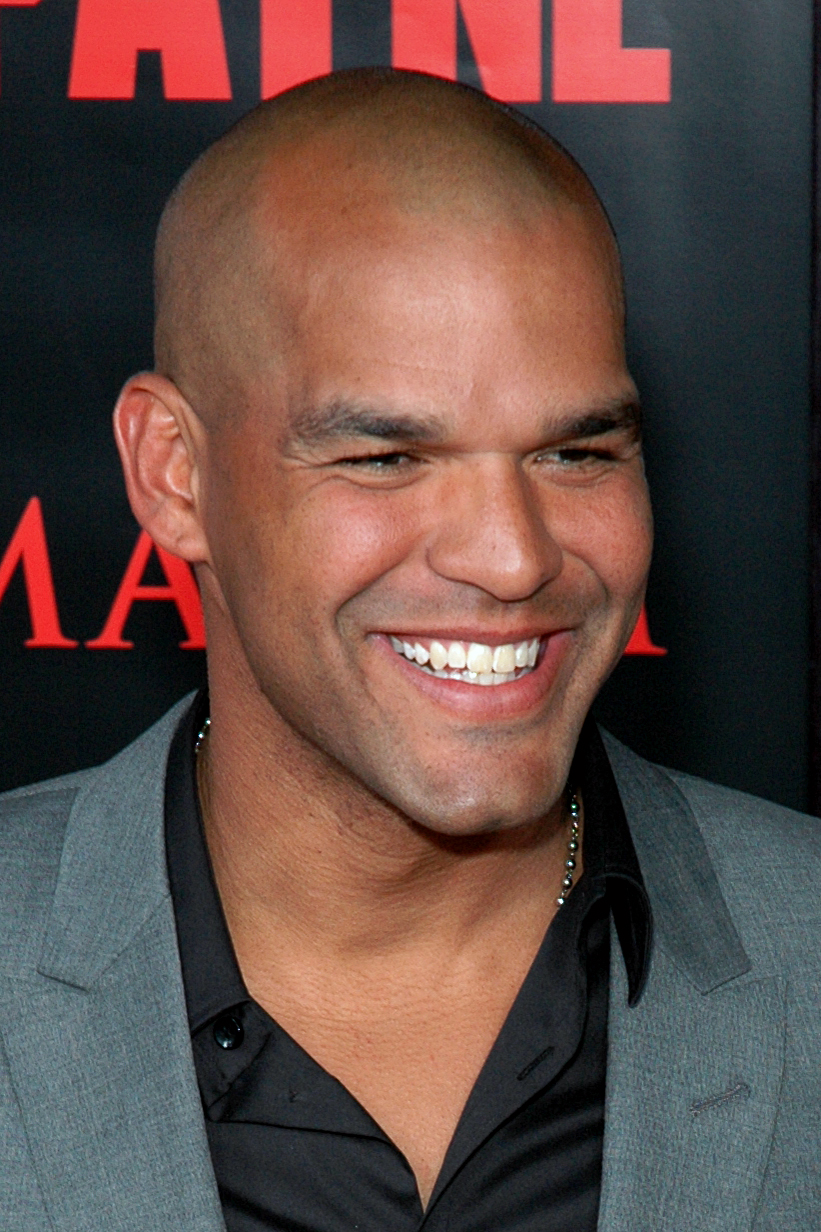
Amaury Nolasco (* 24. Dezember)

- 01. Oktober: Michael Wilkinson, australischer Kostümbildner
- 02. Oktober: Maribel Verdú, spanische Schauspielerin
- 07. Oktober: Nicole Ari Parker, US-amerikanische Schauspielerin
- 08. Oktober: Matt Damon, US-amerikanischer Schauspieler
- 08. Oktober: Anne-Marie Duff, britische Schauspielerin
- 09. Oktober: Steve Jablonsky, US-amerikanischer Komponist
- 10. Oktober: Bai Ling, chinesische Schauspielerin
- 12. Oktober: Kirk Cameron, US-amerikanischer Schauspieler
- 14. Oktober: Jon Seda, US-amerikanischer Schauspieler
- 19. Oktober: Chris Kattan, US-amerikanischer Schauspieler
- 22. Oktober: Amy Redford, US-amerikanische Schauspielerin
- 25. Oktober: Adam Goldberg, US-amerikanischer Schauspieler
- 26. Oktober: Dian Bachar, US-amerikanischer Schauspieler
- 26. Oktober: Lisa Ryder, kanadische Schauspielerin
- 29. Oktober: Christopher Wiehl, US-amerikanischer Schauspieler
- 30. Oktober: Nia Long, US-amerikanische Schauspielerin

November
- 04. November: Anthony Ruivivar, US-amerikanischer Schauspieler
- 06. November: Ethan Hawke, US-amerikanischer Schauspieler
- 07. November: Morgan Spurlock, US-amerikanischer Dokumentarfilmer († 2024)
- 10. November: Vince Vieluf, US-amerikanischer Schauspieler
- 11. November: Cariddi Nardulli, italienische Schauspielerin
- 12. November: Craig Parker, neuseeländischer Schauspieler
- 13. November: Rebecca Immanuel, deutsche Schauspielerin und Sängerin
- 16. November: Martha Plimpton, US-amerikanische Schauspielerin
- 18. November: Mike Epps, US-amerikanischer Schauspieler
- 18. November: Anna Loos, deutsche Schauspielerin und Sängerin
- 20. November: Sabrina Lloyd, US-amerikanische Schauspielerin
- 23. November: Danny Hoch, US-amerikanischer Schauspieler
- 27. November: Brooke Langton, US-amerikanische Schauspielerin

Dezember
- 01. Dezember: Golden Brooks, US-amerikanische Schauspielerin
- 01. Dezember: Julie Condra, US-amerikanische Schauspielerin
- 02. Dezember: Luca Venantini, US-amerikanischer Schauspieler
- 04. Dezember: Kevin Sussman, US-amerikanischer Schauspieler
- 05. Dezember: Tim Hetherington, britischer Kriegsberichterstatter und Dokumentarfilmer († 2011)
- 10. Dezember: Sabra Malkinson, US-amerikanische Schauspielerin
- 12. Dezember: Mädchen Amick, US-amerikanische Schauspielerin
- 12. Dezember: Jennifer Connelly, US-amerikanische Schauspielerin
- 12. Dezember: Regina Hall, US-amerikanische Schauspielerin
- 15. Dezember: Karl Makinen, US-amerikanischer Schauspieler
- 15. Dezember: Michael Shanks, kanadischer Schauspieler
- 17. Dezember: Sean Patrick Thomas, US-amerikanischer Schauspieler
- 19. Dezember: Ursina Lardi, Schweizer Schauspielerin
- 24. Dezember: Amaury Nolasco, puerto-ricanischer Schauspieler
- 20. Dezember: Todd Phillips, US-amerikanischer Regisseur, Produzent und Drehbuchautor
- 28. Dezember: Elaine Hendrix, US-amerikanische Schauspielerin
- 30. Dezember: Jan Henrik Stahlberg, deutscher Schauspieler, Regisseur und Drehbuchautor

### Tag unbekannt
- Christine Sommer, österreichische Schauspielerin

## Verstorbene

### Januar bis März
Januar
- 01. Januar: Eduard von Borsody, österreichischer Regisseur und Kameramann (* 1898)
- 05. Januar: Sylvie, französische Schauspielerin (* 1883)
- 11. Januar: Paul Wagner, deutscher Schauspieler und Synchronsprecher (* 1899)
- 19. Januar: Elisabeth Markus, österreichische Schauspielerin (* 1895)
- 20. Januar: Hartwig Sievers, deutscher Schauspieler und Hörspielsprecher (* 1902)

Februar
- 06. Februar: Roscoe Karns, US-amerikanischer Schauspieler (* 1891)
- 12. Februar: Guy Endore, US-amerikanischer Drehbuchautor (* 1900)
- 14. Februar: Arthur Edeson, US-amerikanischer Kameramann (* 1891)
- 14. Februar: Harry Stradling Sr., US-amerikanischer Kameramann (* 1901)
- 16. Februar: Carl de Vogt, deutscher Schauspieler (* 1885)
- 17. Februar: Alfred Newman, US-amerikanischer Komponist (* 1901)
- 20. Februar: Gaston Modot, französischer Schauspieler (* 1887)
- 24. Februar: Conrad Nagel, US-amerikanischer Schauspieler (* 1897)

März
- 06. März: William Hopper, US-amerikanischer Schauspieler (* 1915)
- 07. März: Olga Limburg, deutsche Schauspielerin (* 1881)
- 08. März: John Leipold, US-amerikanischer Komponist (* 1888)
- 08. März: Johanna Sibelius, deutsche Drehbuchautorin (* 1913)
- 10. März: Fritz Benscher, deutscher Schauspieler, Quizmaster und Moderator (* 1906)
- 18. März: William Beaudine, US-amerikanischer Regisseur (* 1892)
- 19. März: Walter McGrail, US-amerikanischer Schauspieler (* 1888)
- 26. März: Patricia Ellis, US-amerikanische Schauspielerin und Sängerin (* 1918)
- 29. März: Lew Kuleschow, russischer Regisseur (* 1899)

### April bis Juni
April
- 08. April: Charles D. Hall, britisch-amerikanischer Szenenbildner (* 1888)
- 11. April: Cathy O’Donnell, US-amerikanische Schauspielerin (* 1923)
- 12. April: Victor Trivas, russischer Regisseur (* 1896)
- 25. April: Sabine Impekoven, deutsche Schauspielerin (* 1889)
- 26. April: Gypsy Rose Lee, US-amerikanische Schauspielerin (* 1911)
- 28. April: Ed Begley, US-amerikanischer Schauspieler (* 1901)
- 30. April: Inger Stevens, schwedische Schauspielerin (* 1934)

Mai
- 04. Mai: Piero Pierotti, italienischer Regisseur (* 1912)
- 05. Mai: Edna Mayo, US-amerikanische Schauspielerin (* 1895)
- 14. Mai: Billie Burke, US-amerikanische Schauspielerin (* 1884)
- 17. Mai: Nigel Balchin, britischer Drehbuchautor (* 1908)
- 19. Mai: Martin Branner, US-amerikanischer Comiczeichner (* 1888)
- 21. Mai: Vinton Hayworth, US-amerikanischer Schauspieler (* 1906)
- 21. Mai: Gerhard Klein, deutscher Regisseur (* 1920)

Juni
- 02. Juni: Albert Lamorisse, französischer Regisseur (* 1922)
- 14. Juni: William H. Daniels, US-amerikanischer Kameramann (* 1901)

### Juli bis September
Juli
- 06. Juli: Marjorie Rambeau, US-amerikanische Schauspielerin (* 1889)
- 13. Juli: Arthur C. Miller, US-amerikanischer Kameramann (* 1895)
- 14. Juli oder 15. Juli: Alfred Schieske, deutscher Schauspieler (* 1908)
- 15. Juli: Lotte Werkmeister, deutsche Schauspielerin (* 1885)
- 22. Juli: Fritz Kortner, österreichischer Schauspieler und Regisseur (* 1892)
- 24. Juli: Beatrice Roberts, US-amerikanische Schauspielerin (* 1905)

August
- 01. August: Frances Farmer, US-amerikanische Schauspielerin (* 1913)
- 14. August: Steve Darrell, US-amerikanischer Schauspieler (* 1904)
- 27. August: Ștefan Ciubotărașu, rumänischer Schauspieler (* 1910)
- 30. August: Del Moore, US-amerikanischer Schauspieler (* 1916)

September
- 11. September: Chester Morris, US-amerikanischer Schauspieler (* 1901)
- 14. September: Elfe Schneider, deutsche Schauspielerin und Synchronsprecherin (* 1905)
- 22. September: Erich Waschneck, deutscher Regisseur und Kameramann (* 1887)
- 23. September: Bourvil, französischer Schauspieler (* 1917)
- 25. September: Erich Maria Remarque, deutscher Schriftsteller (* 1898)
- 29. September: Ray Binger, US-amerikanischer Kameramann und Spezialeffektkünstler (* 1888)
- 29. September: Edward Everett Horton, US-amerikanischer Schauspieler (* 1886)

### Oktober bis Dezember
Oktober
- 02. Oktober: Grethe Weiser, deutsche Schauspielerin (* 1903)
- 20. Oktober: Patrick Wymark, britischer Schauspieler (* 1926)
- 21. Oktober: Ernest Haller, US-amerikanischer Kameramann (* 1896)

November
- 07. November: Henri Jeanson, französischer Drehbuchautor (* 1900)
- 17. November: Naunton Wayne, britischer Schauspieler (* 1901)
- 25. November: Mishima Yukio, japanischer Schauspieler, Drehbuchautor und Regisseur (* 1925)

Dezember
- 12. Dezember: John Paddy Carstairs; britischer Schriftsteller, Regisseur und Drehbuchautor (* 1910)
- 23. Dezember: Charles Ruggles, US-amerikanischer Schauspieler (* 1886)

### Tag unbekannt
- Reginald Wyer, britischer Kameramann (* 1901)